# 18 de janeiro
18 de janeiro é o 18.º dia do ano no calendário gregoriano. Faltam 347 dias para acabar o ano (348 em anos bissextos).

## Eventos históricos

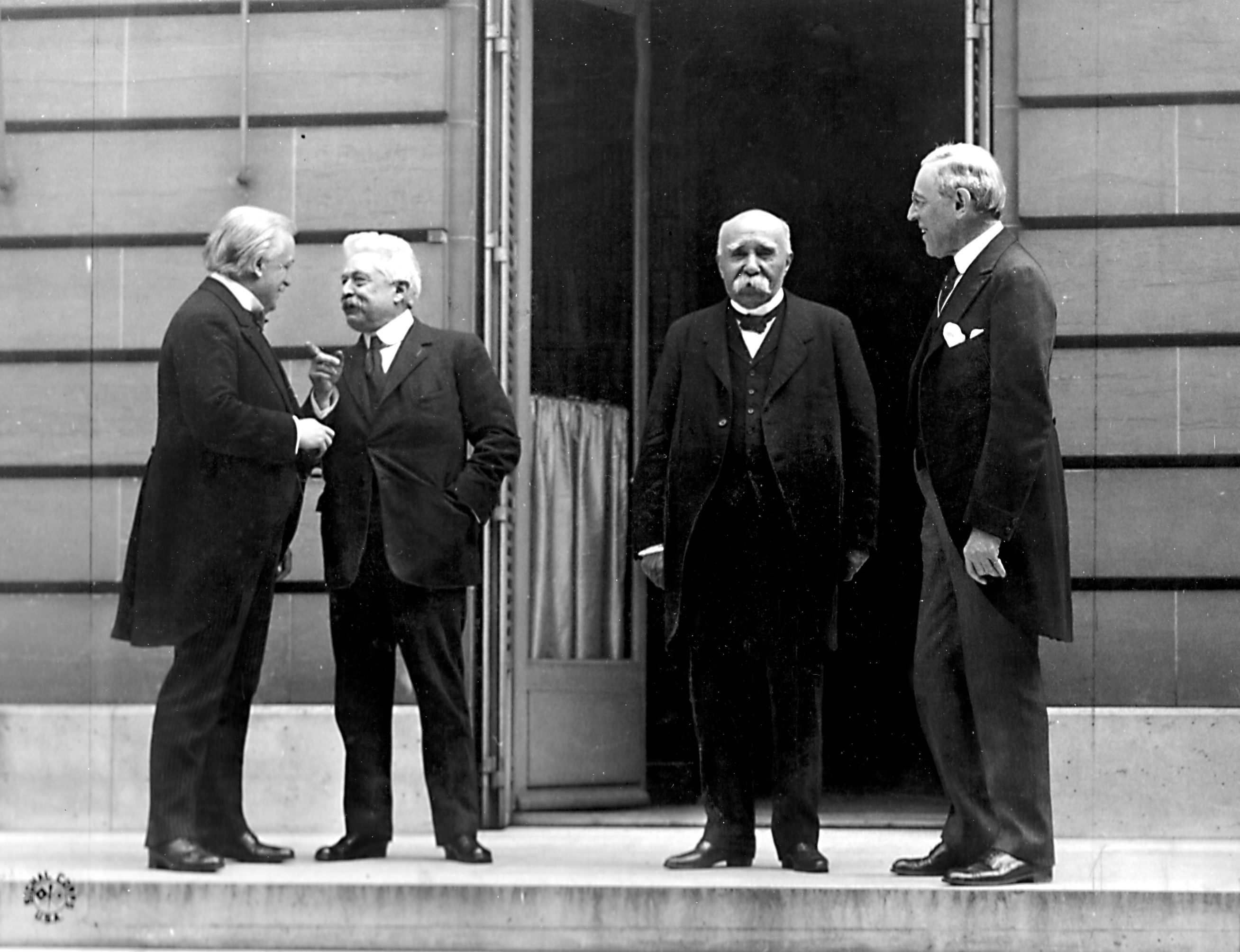
1919: "Os Quatro Grandes" tomaram todas as decisões importantes na Conferência de Paz de Paris.

- 0350 — General Magnêncio destitui o imperador romano Constante I e se proclama imperador.
- 0474 — Leão II, de sete anos de idade, sucede seu avô materno Leão I como imperador romano-oriental (Bizantino). Morre dez meses depois.
- 0532 — Fracassa a Revolta de Nica em Constantinopla (atual Istambul).
- 1126 — O imperador Huizong abdica do trono chinês em favor de seu filho, o imperador Qinzong.[1]
- 1486 — O rei Henrique VII da Inglaterra se casa com Isabel de Iorque, filha de Eduardo IV, unindo a Casa de Lencastre e a Casa de Iorque.[2]
- 1535 — Francisco Pizarro, conquistador espanhol, funda a cidade de Lima, capital do Peru.
- 1562 — Papa Pio IV reabre o Concílio de Trento para a sua terceira e última sessão.
- 1586 — Um terremoto de magnitude 7,9 atinge Honshu, no Japão, matando 8 000 pessoas e provocando um tsunami.[3]
- 1670 — O corsário inglês Henry Morgan captura o Panamá.
- 1701 — Frederico I coroa-se Rei na Prússia em Königsberg.
- 1778 — James Cook é o primeiro europeu conhecido a descobrir as ilhas havaianas, que ele chama de "Ilhas Sandwich".
- 1788 — Primeira Frota organizada para colonizar a Austrália chega em Botany Bay.
- 1806 — Jan Willem Janssens entrega a colônia holandesa do Cabo aos britânicos.
- 1871 — Guilherme I da Alemanha é proclamado Imperador Guilherme I na Galeria dos Espelhos do Palácio de Versalhes (França) no final da Guerra Franco-Prussiana. Guilherme já tinha o título de Imperador alemão desde a Constituição de 1 de janeiro de 1871, mas hesitava em aceitar o título.
- 1896 — Uma máquina geradora de raios X é exibida pela primeira vez por H. L. Smith.[4]
- 1911 — Eugene Ely aterrissa no convés do USS Pennsylvania ancorado na Baía de São Francisco, a primeira vez que uma aeronave pousa em um navio.
- 1913 — Primeira Guerra Balcânica: uma flotilha grega derrota a Marinha Otomana na Batalha Naval de Lemnos, assegurando as ilhas do norte do Mar Egeu para a Grécia.
- 1915 — Japão envia as "Vinte e uma exigências" para o governo nominal da República da China, com o objetivo de aumentar seu poder no Leste Asiático.
- 1919
  - Primeira Guerra Mundial: inicia-se a Conferência de Paz de Paris.
  - Ignacy Jan Paderewski torna-se o primeiro-ministro da recém-independente Polônia.
- 1934 — Revolta contra o regime de Salazar em Portugal, com a proclamação de um "Soviete da Marinha Grande".
- 1936 — É nomeado em Portugal o 2.º governo do Estado Novo, o terceiro governo consecutivo chefiado pelo presidente do Conselho António de Oliveira Salazar, e o mais longo governo da história de Portugal.
- 1943 — Eclode a primeira Revolta do Gueto de Varsóvia.
- 1972 — Membros do Mukti Bahini depõem suas armas ao governo do recém-independente Bangladesh, um mês depois de vencer a guerra contra o exército ocupante do Paquistão.[5]
- 1974 — Um acordo de retirada de forças é assinado entre os governos israelense e egípcio, encerrando o conflito na frente egípcia da Guerra do Yom Kippur.[6]
- 1976 — Milícias cristãs libanesas matam pelo menos mil pessoas em Karantina, Beirute.
- 1977
  - Cientistas identificam uma bactéria previamente desconhecida como a causa da misteriosa Doença dos legionários.
  - Džemal Bijedić, sua esposa e outras seis pessoas morrem em um acidente de avião na Bósnia e Herzegovina.
- 1978 — O Tribunal Europeu de Direitos Humanos considera o governo do Reino Unido culpado de maltratar prisioneiros na Irlanda do Norte, mas inocente de tortura.
- 1983 — O Comitê Olímpico Internacional devolve as medalhas olímpicas de Jim Thorpe para sua família.
- 1986 — Um avião Sud Aviation Caravelle cai ao se aproximar do Aeroporto Internacional Mundo Maya em Flores, Petén, Guatemala, matando todas as 94 pessoas a bordo.[7]
- 1988 — O voo 4146 da China Southwest Airlines cai perto do Aeroporto Internacional de Xunquim Jianbei, matando todos os 98 passageiros e 10 tripulantes.[8]
- 2000 — Ocorre o Vazamento de cerca de 1,3 milhões de litros de óleo combustível na Baía de Guanabara.
- 2002 — Declarada encerrada a Guerra Civil de Serra Leoa.
- 2005 — Airbus A380, o maior jato comercial do mundo, é inaugurado em uma cerimônia em Toulouse, na França.
- 2009 — Guerra de Gaza: o Hamas anuncia que aceitará a oferta de cessar-fogo oferecida pelas Forças de Defesa de Israel, terminando com o conflito.
- 2017 — Atentado terrorista em um campo militar perto de Gao, Mali, mata 77 pessoas e fere pelo menos 115.
- 2019 — Uma explosão de oleoduto perto de Tlahuelilpan, Hidalgo, México, mata 137 pessoa.[9]
- 2023 — Nguyễn Xuân Phúc renuncia ao cargo de presidente do Vietnã, devido a escândalos de corrupção; e Võ Thị Ánh Xuân assume a presidência.[10][11][12]

## Nascimentos

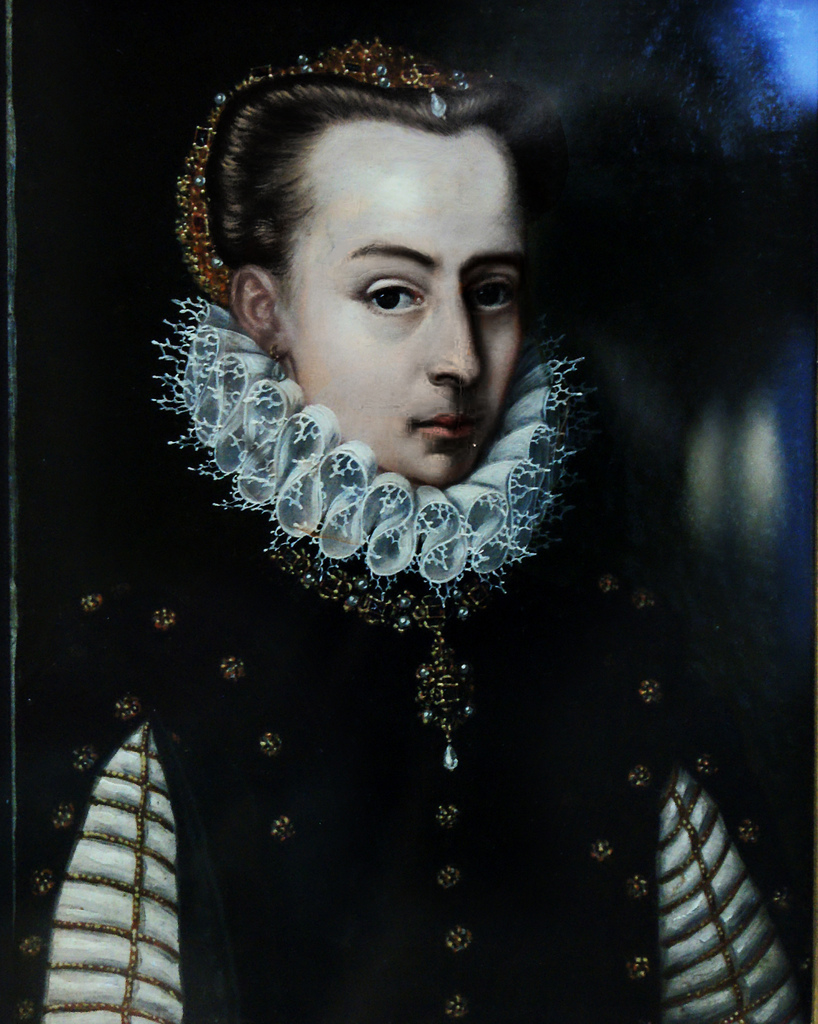
Catarina de Portugal, Duquesa de Bragança

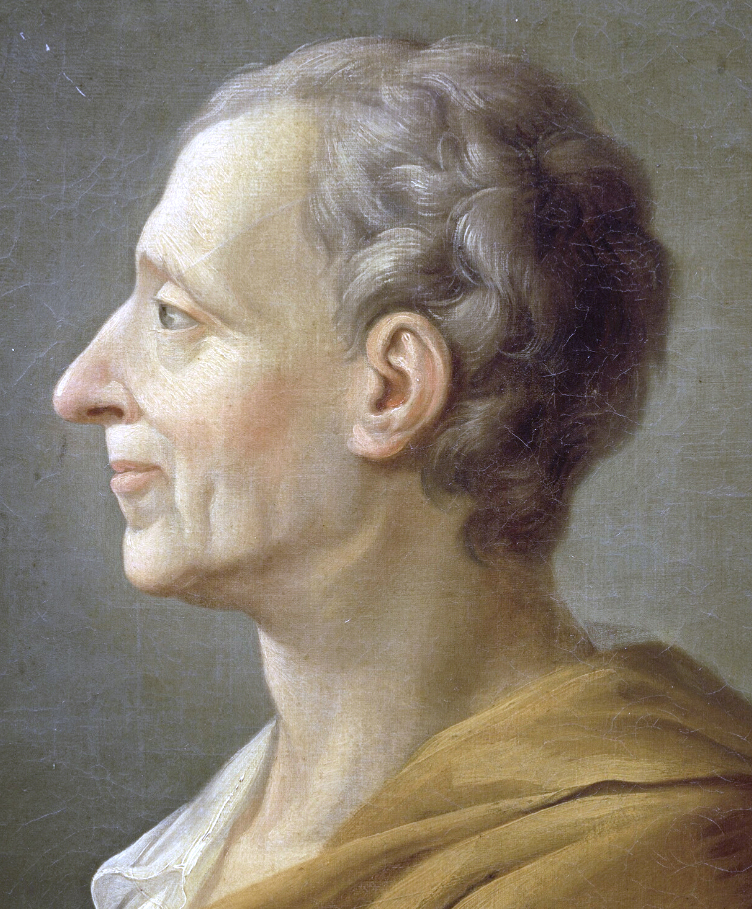
Montesquieu

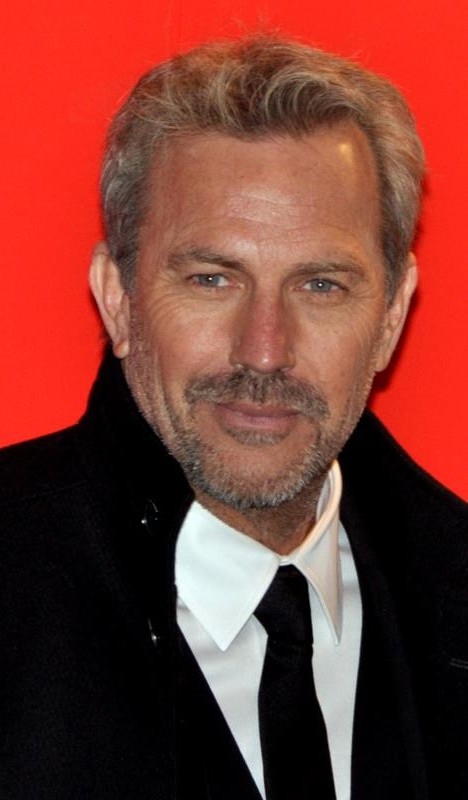
Kevin Costner

Pep Guardiola

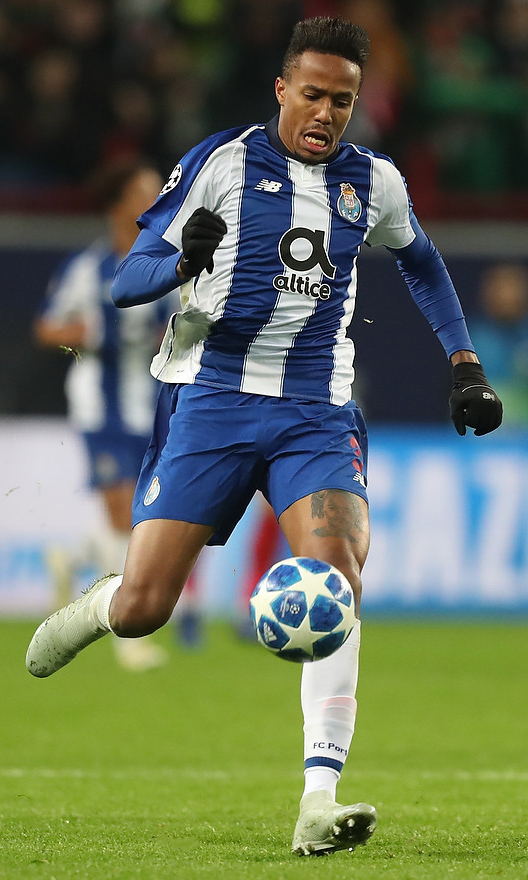
Éder Militão

### Anteriores ao século XIX
- 1426 — Cecília Gonzaga, nobre e freira italiana (m. 1451).
- 1457 — Antonio Trivulzio, bispo italiano (m. 1508).
- 1519 — Isabel Jagelão, rainha da Hungria (m. 1559).
- 1540 — Catarina de Portugal, Duquesa de Bragança (m. 1614).
- 1543 — Alfonso Ferrabosco, compositor italiano (m. 1588).
- 1641 — François Michel Le Tellier, Secretário de Guerra da França (m. 1691).
- 1659 — Damaris Cudworth Masham, filósofa e teóloga inglesa (m. 1708).
- 1669 — Maria Antónia da Áustria (m. 1692).
- 1672 — Antoine Houdar de La Motte, escritor francês (m. 1731).
- 1689 — Montesquieu, advogado e filósofo francês (m. 1755)
- 1743 — Louis Claude de Saint-Martin, místico e filósofo francês (m. 1803).
- 1750 — Johann Gottlob Schneider, classicista e naturalista alemão (m. 1822).
- 1752 — John Nash, arquiteto britânico (m. 1835).
- 1779 — Peter Mark Roget, médico, lexicógrafo e teólogo britânico (m. 1869).
- 1782 — Daniel Webster, advogado e político estadunidense (m. 1852).

### Século XIX
- 1811 — Edouard de Laboulaye, escritor, político e jurista francês (m. 1883).
- 1815 — Constantin von Tischendorf, teólogo e estudioso alemão (m. 1874).
- 1835 — César Cui, general, compositor e crítico musical russo (m. 1918).
- 1840
  - Alfred Percy Sinnett, escritor e teósofo britânico (m. 1921).
  - Comendador Jacintho Nunes Leite, empresário e industrial português (m. 1914)
- 1841 — Emmanuel Chabrier, pianista e compositor francês (m. 1894).
- 1849 — Edmund Barton, político e jurista australiano (m. 1920).
- 1854 — Thomas Augustus Watson, inventor estadunidense (m. 1934).
- 1856 — Daniel Hale Williams, cirurgião e cardiologista estadunidense (m. 1931).
- 1857 — Otto von Below, militar alemão (m. 1914).
- 1861 — Hans Goldschmidt, químico alemão (m. 1923).
- 1865 — Said Halim Paxá, estadista otomano (m. 1921).
- 1867 — Rubén Darío, poeta, jornalista e diplomata nicaraguense (m. 1916).
- 1868 — Kantaro Suzuki, almirante e político japonês (m. 1948).
- 1871 — Benjamim I de Constantinopla, patriarca ortodoxo grego (m. 1946).
- 1873 — Heinrich Gomperz, filósofo austríaco (m. 1942).
- 1874 — Hans Reissner, engenheiro, matemático e físico alemão (m. 1967).
- 1878 — Thomas Edward Campbell, político estadunidense (m. 1944).
- 1879 — Henri Giraud, general e político francês (m. 1949).
- 1880
  - Paul Ehrenfest, físico e acadêmico austro-neerlandês (m. 1933).
  - Alfredo Ildefonso Schuster, cardeal italiano (m. 1954).
- 1882 — A. A. Milne, escritor, poeta e dramaturgo britânico (m. 1956).
- 1883 — Edward Peil Sr., ator estadunidense (m. 1958).
- 1888
  - Dilermando de Assis, militar, engenheiro e escritor brasileiro (m. 1951).
  - Thomas Sopwith, jogador de hóquei no gelo, marinheiro e aviador britânico (m. 1989).
- 1892 — Oliver Hardy, ator e comediante estadunidense (m. 1957).
- 1893 — Jorge Guillén, poeta, crítico literário e acadêmico espanhol (m. 1984).
- 1894 — Toots Mondt, lutador e promotor de lutas estadunidense (m. 1976).
- 1896 — Ville Ritola, corredor finlandês-estadunidense (m. 1982).
- 1899 — Maria Melita de Hohenlohe-Langemburgo (m. 1967).
- 1900 — George Calnan, esgrimista estadunidense (m. 1933).

### Século XX

#### 1901–1950
- 1901 — Ivan Petrovsky, matemático e acadêmico russo (m. 1973).
- 1903
  - Berthold Goldschmidt, pianista e compositor alemão (m. 1996).
  - Kathleen Shaw, patinadora artística britânica (m. 1983).
- 1904 — Cary Grant, ator anglo-estadunidense (m. 1986).
- 1905
  - Enrique Ballesteros, futebolista uruguaio (m. 1969).
  - Joe Bonanno, mafioso ítalo-estadunidense (m. 2002).
- 1906 — Manuel Mendes, escritor, escultor e político português (m. 1969).
- 1908
  - Humberto Rosa, pintor brasileiro (m. 1948).
  - Sibila de Saxe-Coburgo-Gota (m. 1972).
  - Lilian Bond, atriz britânica (m. 1991).
  - Jacob Bronowski, escritor, biólogo e matemático polonês-britânico (m. 1974).
- 1909 — Alexandru Schwartz, futebolista romeno (m. 1994).
- 1910
  - Kenneth Boulding, economista e acadêmico britânico (m. 1993).
  - Frans Alfred Meeng, futebolista indonésio (m. 1944).
- 1911
  - José María Arguedas, escritor, poeta e antropólogo peruano (m. 1969).
  - Danny Kaye, ator, cantor e dançarino estadunidense (m. 1987).
- 1912 — Evandro Lins e Silva, jurista, escritor e político brasileiro (m. 2002).
- 1915
  - Kaúlza de Arriaga, general português (m. 2004).
  - Santiago Carrillo, militar e político espanhol (m. 2012).
  - Vassilis Tsitsanis, cantor e compositor grego (m. 1984).
- 1916 — Wilhelm Góra, futebolista polonês (m. 1975).
- 1918 — Adriano Mandarino Hypólito, bispo católico brasileiro (m. 1996).
- 1919 — Toni Turek, futebolista alemão (m. 1984).
- 1921 — Yoichiro Nambu, físico e acadêmico nipo-estadunidense (m. 2015).
- 1923
  - Gerrit Voorting, ciclista neerlandês (m. 2015).
  - Carlos Septién, futebolista mexicano (m. 1978).
  - Gyula Szilágyi, futebolista húngaro (m. 2001).
- 1925
  - Art Paul, designer gráfico estadunidense (m. 2018).
  - Gilles Deleuze, metafísico e filósofo francês (m. 1995).
- 1926 — Autran Dourado, escritor brasileiro (m. 2012).
- 1928 — Alexander Gomelsky, treinador de basquete soviético e russo (m. 2005).
- 1930
  - Maria de Lourdes Pintasilgo, política portuguesa (m. 2004).
  - Shôgorô Nishimura, diretor de cinema japonês (m. 2017).
- 1931 — Chun Doo-hwan, general e político sul-coreano (m. 2021).
- 1932 — Robert Anton Wilson, psicólogo, escritor, poeta e dramaturgo estadunidense (m. 2007).
- 1933
  - David Bellamy, botânico, escritor e acadêmico britânico (m. 2019).
  - John Boorman, diretor, produtor e roteirista britânico.
  - Ray Dolby, engenheiro e empresário estadunidense (m. 2013).
  - Roger Balian, físico francês.
- 1934
  - Zacarias, comediante brasileiro (m. 1990).
  - Henk Chin A Sen, político surinamês (m. 1999).
- 1937 — John Hume, educador e político britânico (m. 2020).
- 1938 — Anthony Giddens, sociólogo e acadêmico britânico.
- 1939
  - Regina Silveira, artista plástica brasileira.
  - Manuel Rodríguez Araneda, futebolista e treinador de futebol chileno (m. 2018).
- 1940 — Pedro Rodríguez, automobilista mexicano (m. 1971).
- 1942
  - Lima, ex-futebolista brasileiro (m. 2025)
  - Johnny Servoz-Gavin, automobilista francês (m. 2006).
  - Gildinho, acordeonista e cantor brasileiro (m. 2025).
  - Vassula Ryden, visionária e escritora cristã egípcia (m. 2024).
- 1943
  - Paul Freeman, ator britânico.
  - Vladimir Fedotov, futebolista e treinador de futebol russo (m. 2009).
- 1944
  - Paul Keating, economista e político australiano.
  - Alexander van der Bellen, economista e político austríaco.
  - Francisco Rezek, jurista brasileiro.
  - Ubiratan Pereira Maciel, basquetebolista brasileiro (m. 2002).
- 1945
  - Candinho, treinador de futebol brasileiro.
  - José Luis Perales, cantor e compositor espanhol.
  - María Isabel Allende, política chilena.
- 1946
  - Joseph Deiss, economista e político suíço.
  - Henrique Rosa, político e empresário guineense (m. 2013).
  - Adolfo Nef, ex-futebolista chileno.
- 1947 — Takeshi Kitano, cineasta e ator japonês.
- 1949
  - Philippe Starck, designer de interiores francês.
  - Paul Patrick Donoghue, bispo católico neozelandês.
- 1950
  - Gilles Villeneuve, automobilista canadense (m. 1982).
  - Gianfranco Brancatelli, ex-automobilista italiano.

#### 1951–2000
- 1951 — Elijah Cummings, político e advogado estadunidense (m. 2019).
- 1952 — Michael Behe, bioquímico, escritor e acadêmico estadunidense.
- 1955
  - Kevin Costner, ator, diretor e produtor estadunidense.
  - Frankie Knuckles, Dj e produtor musical estadunidense (m. 2014).
  - Tibor Nyilasi, ex-futebolista e treinador de futebol húngaro.
- 1957 — Arnoldo Iguarán, ex-futebolista colombiano.
- 1958
  - Jeffrey Williams, astronauta estadunidense.
  - Bernard Genghini, ex-futebolista francês.
  - Cezar, cantor e compositor brasileiro.
- 1959 — Nei Lisboa, músico brasileiro.
- 1960 — Mark Rylance, ator, diretor e dramaturgo britânico.
- 1961
  - Peter Beardsley, ex-futebolista e treinador de futebol britânico.
  - Bob Hansen, ex-jogador de basquete e comentarista esportivo estadunidense.
  - Mark Messier, ex-jogador, treinador e comentarista esportivo de hóquei no gelo canadense.
- 1962
  - Alison Arngrim, atriz canadense-estadunidense.
  - Eduardo Mendes, futebolista e treinador de futebol português (m. 2020).
- 1963
  - Martin O'Malley, militar, advogado e político estadunidense.
  - Emmanuel Chukwudi Eze, filósofo nigeriano (m. 2007).
  - Hubert Stromberger, ex-automobilista austríaco.
- 1964
  - Jane Horrocks, atriz e cantora britânica.
  - Gustavo Bebianno, advogado e político brasileiro (m. 2020).
- 1966
  - Kazufumi Miyazawa, cantor japonês.
  - André Ribeiro, automobilista brasileiro (m. 2021).
  - Alexander Khalifman, enxadrista e escritor russo.
  - José Antonio Kast, advogado e político chileno.
- 1967
  - Iván Zamorano, ex-futebolista chileno.
  - Juan Carlos Chávez, ex-futebolista mexicano.
- 1969
  - Dave Batista, wrestler e ator estadunidense.
  - Jesse L. Martin, ator e cantor estadunidense.
- 1970
  - Peter Van Petegem, ex-ciclista belga.
  - Mônica Fraga, atriz brasileira.
- 1971
  - Christian Fittipaldi, ex-automobilista brasileiro.
  - Jonathan Davis, cantor e compositor estadunidense.
  - Binyavanga Wainaina, escritor, ativista e jornalista queniano (m. 2019).
  - Pep Guardiola, ex-futebolista e treinador de futebol espanhol.
- 1972
  - Kjersti Plätzer, ex-atleta norueguês.
  - Alisa Galliamova, enxadrista russa.
- 1973
  - Crispian Mills, cantor, compositor, guitarrista e diretor britânico.
  - Rolando Schiavi, ex-futebolista e treinador de futebol argentino.
  - Cláudia Missura, atriz e diretora de teatro brasileira.
  - Salvatore Fresi, ex-futebolista italiano.
  - Diego Dabove, ex-futebolista e treinador de futebol argentino.
- 1974
  - Steve Lomas, ex-futebolista e treinador de futebol britânico.
  - Tri Kusharjanto, ex-jogador de badminton indonésio.
- 1975 — Leonardo Cortez, ator, diretor e dramaturgo brasileiro.
- 1976
  - Marcelo Gallardo, ex-futebolista e treinador de futebol argentino.
  - Laurence Courtois, ex-tenista belga.
  - Pavel Mareš, ex-futebolista tcheco.
- 1977
  - Arjan Pisha, ex-futebolista albanês.
  - Jean-Patrick Nazon, ex-ciclista francês.
- 1978
  - Thor Hushovd, ex-ciclista norueguês.
  - Bogdan Lobonț, ex-futebolista romeno.
- 1979
  - Kenyatta Jones, jogador de futebol americano estadunidense (m. 2018).
  - Paulo Ferreira, ex-futebolista português.
- 1980
  - Estelle, cantora, compositora e produtora britânica.
  - Liah Soares, cantora brasileira.
  - Robert Green, ex-futebolista britânico.
  - Julius Peppers, jogador de futebol americano estadunidense.
  - Jason Segel, ator e roteirista estadunidense.
  - Rodrigo Guirao Díaz, ator e modelo argentino.
- 1981 — Olivier Rochus, ex-tenista belga.
- 1982
  - Mary Keitany, corredora queniana.
  - Quinn Allman, guitarrista estadunidense.
  - Fabiano Medina, ex-futebolista brasileiro.
  - Baré, ex-futebolista brasileiro.
  - Flávia Rubim, atriz e apresentadora de televisão brasileira.
  - Álvaro Mejía, ex-futebolista espanhol.
  - Don L, rapper brasileiro.
- 1983
  - Samantha Mumba, cantora, compositora e atriz irlandesa.
  - Hamdi Kasraoui, ex-futebolista tunisiano.
- 1984
  - Alaixys Romao, futebolista togolês.
  - Flávia Viana, atriz e apresentadora brasileira.
  - Makoto Hasebe, ex-futebolista japonês.
  - Librado Azcona, futebolista equatoriano.
  - Cho Seung-Hui, estudante sul-coreano (m. 2007).
- 1985
  - Mark Briscoe, lutador estadunidense.
  - Riccardo Montolivo, ex-futebolista italiano.
  - Oluwafemi Ajilore, ex-futebolista nigeriano.
  - Yannick Cahuzac, futebolista francês.
- 1986
  - Marya Roxx, cantora e compositora estoniano-estadunidense.
  - Delino Marçal, cantor e compositor brasileiro.
  - Emiliano Armenteros, ex-futebolista argentino.
  - Becca Tobin, atriz e cantora estadunidense.
  - Senad Lulić, ex-futebolista bósnio.
- 1987 — Johan Djourou, ex-futebolista suíço.
- 1988
  - Angelique Kerber, ex-tenista alemã.
  - Boy van Poppel, ciclista neerlandês.
  - Ovini Uera, judoca nauruano.
  - Ashleigh Murray, atriz e cantora estadunidense.
  - Tujamo, DJ e produtor musical alemão.
- 1989
  - Rubén Miño, futebolista espanhol.
  - Marcelo Demoliner, tenista brasileiro.
  - Stephen Dunn, diretor, roteirista e produtor canadense.
- 1990
  - Nacho, futebolista espanhol.
  - Guilherme Choco, futebolista brasileiro.
- 1991
  - Anja Brinker, ginasta alemã.
  - Leonardo de Deus, nadador brasileiro.
  - Lucas Lóh, voleibolista brasileiro.
- 1992 — Francisco Júnior, futebolista guineense.
- 1993
  - Juan Quintero, futebolista colombiano.
  - Morgan York, atriz estadunidense.
  - Sean Keenan, ator australiano.
- 1994
  - Minzy, cantora sul-coreana.
  - Kang Ji-young, cantora sul-coreana.
  - Hunter Doohan, ator, escritor e diretor norte-americano.
- 1995
  - Samu Castillejo, futebolista espanhol.
  - Gloria Groove, cantora, compositora, dubladora e drag queen brasileira.
  - Jack Miller, motociclista australiano.
- 1996 — Kylie Masse, nadadora canadense.
- 1997 — Emil Audero, futebolista ítalo-indonésio.
- 1998
  - Éder Militão, futebolista brasileiro.
  - Aitana Bonmatí, futebolista espanhola.
  - Lisandro Martínez, futebolista argentino.
- 1999
  - Karan Brar, ator norte-americano.
  - Djorkaeff Reasco, futebolista equatoriano.

### Século XXI
- 2001 — Thomas Raggi, guitarrista italiano.
- 2002
  - Karim Adeyemi, futebolista alemão.
  - Ki-Jana Hoever, futebolista neerlandês.
- 2003 — Patryck Lanza, futebolista brasileiro.
- 2006 — Martim Fernandes, futebolista português.
- 2010 — Sophia Reid-Gantzert, atriz canadense.

## Mortes

### Anteriores ao século XIX
- 52 a.C. — Públio Clódio Pulcro, político romano (n. 93 a.C.).
- 0474 — Leão I, o Trácio, imperador bizantino (n. 401).
- 0748 — Odilão da Baviera (n. ?).
- 0896 — Cumarauai ibne Amade ibne Tulune, governante tulúnida (n. 864).
- 1213 — Tamara da Geórgia (n. 1160).
- 1253 — Henrique I de Chipre (n. 1217).
- 1271 — Margarida da Hungria, santa e princesa húngara (n. 1242).
- 1323 — Catarina de Áustria, Duquesa da Calábria (n. 1295).
- 1357 — Maria de Portugal, Rainha de Castela (n. 1313).
- 1367 — Pedro I de Portugal (n. 1320).
- 1411 — Jobst da Morávia, governante da Morávia e rei dos romanos (n. 1351).
- 1471 — Go-Hanazono, imperador do Japão (n. 1419).
- 1479 — Luís IX da Baviera (n. 1417).
- 1547 — Pietro Bembo, cardeal e estudioso italiano (n. 1470).
- 1586 — Margarida de Parma, regente dos Países Baixos (n. 1522).
- 1677 — Jan van Riebeeck, político neerlandês (n. 1619).
- 1769 — Peter Annet, deísta e livre pensador britânico (n. 1693).
- 1789 — Gaspar de Bragança, infante português (n. 1716).

### Século XIX
- 1803 — Ippolit Bogdanovich, poeta e acadêmico russo (n. 1743).
- 1827 — José António Camões, poeta e historiógrafo português (n. 1777).
- 1862 — John Tyler, militar, advogado e político estadunidense (n. 1790).
- 1870 — Samuel Bailey, filósofo e escritor britânico (n. 1791).
- 1873 — Edward Bulwer-Lytton, escritor, poeta, dramaturgo e político britânico (n. 1803).
- 1877 — Maria de Saxe-Weimar-Eisenach, princesa prussiana (n. 1808).
- 1878 — Antoine César Becquerel, físico e acadêmico francês (n. 1788).
- 1890 — Amadeu I de Espanha (n. 1845).
- 1892 — Anton Maria Anderledy, líder religioso suíço (n. 1819).
- 1896 — Charles Floquet, advogado e político francês (n. 1828).

### Século XX
- 1903 — Abram Stevens Hewitt, político estadunidense (n. 1822).
- 1919 — João do Reino Unido (n. 1905).
- 1923 — Wallace Reid, ator, diretor e roteirista estadunidense (n. 1891).
- 1936 — Rudyard Kipling, escritor e poeta britânico (n. 1865).
- 1937 — Jaime Hilário, mártir católico espanhol (n. 1889).
- 1947 — Maria Teresa Fasce, freira católica italiana (n. 1881).
- 1952 — Curly Howard, ator estadunidense (n. 1903).
- 1956 — Konstantin Päts, jornalista, advogado e político estoniano (n. 1874).
- 1966 — Kathleen Norris, jornalista e escritora estadunidense (n. 1880).
- 1968 — Emmerico Nunes, desenhista português (n. 1888).
- 1969 — Hans Freyer, sociólogo e filósofo alemão (n. 1887).
- 1970 — David O. McKay, líder religioso estadunidense (n. 1873).
- 1975 — Gertrude Olmstead, atriz estadunidense (n. 1897).
- 1980 — Cecil Beaton, designer de moda e fotógrafo britânico (n. 1904).
- 1984
  - Vassilis Tsitsanis, cantor e compositor grego (n. 1915).
  - Ary dos Santos, poeta português (n. 1937).
- 1985 — Manuel Antunes, ensaísta português (n. 1918).
- 1989 — Bruce Chatwin, escritor anglo-francês (n. 1940).
- 1995 — Adolf Butenandt, bioquímico e acadêmico alemão (n. 1903).
- 1996 — Alberto Ruschel, ator brasileiro (n. 1918).
- 2000
  - Bernardo José Nolker, bispo católico brasileiro (n. 1912).
  - Margarete Schütte-Lihotzky, arquiteta austríaca (n. 1897).

### Século XXI
- 2002 — Celso Daniel, político brasileiro (n. 1951).
- 2003 — Ed Farhat, lutador e treinador estadunidense (n. 1924).
- 2005 — Lamont Bentley, ator e rapper estadunidense (n. 1973).
- 2008 — Ugo Pirro, roteirista italiano (n. 1920).
- 2009 — João Aguardela, cantor, músico e compositor português (n. 1969).
- 2010
  - Kate McGarrigle, música e cantora e compositora canadense (n. 1946).
  - Robert B. Parker, escritor e acadêmico estadunidense (n. 1932).
- 2011 — Sargent Shriver, político e diplomata estadunidense (n. 1915).
- 2012 — Georg Lassen, capitão alemão (n. 1915).
- 2013
  - Walmor Chagas, ator, diretor e produtor brasileiro (n. 1930).
  - Heloísa Millet, atriz e bailarina brasileira (n. 1948).
- 2014 — Dennis Frederiksen, cantor e compositor estadunidense (n. 1951).
- 2015 — Alberto Nisman, advogado e promotor argentino (n. 1963).
- 2016
  - Glenn Frey, músico, cantor, compositor e ator estadunidense (n. 1948).
  - Michel Tournier, jornalista e escritor francês (n. 1924).
- 2017
  - Peter Abrahams, escritor sul-africano-jamaicano (n. 1919).
  - David P. Buckson, advogado e político estadunidense (n. 1920).
  - Roberta Peters, soprano estadunidense (n. 1930).
- 2018 — Flávio Henrique, músico, cantor e compositor brasileiro (n. 1968).
- 2019
  - José Marciano, cantor e compositor brasileiro (n. 1951).
  - Marcelo Yuka, músico e compositor brasileiro (n. 1965).
- 2022 — Francisco Gento, futebolista espanhol (n. 1933).

## Feriados e eventos cíclicos

### Internacional
- Fim do mês Sharaf (honra) no Calendário bahá'í.
- Dia Internacional do Riso

### No Brasil
- Dia nacional do Krav Magá.
- Dia da Universidade
- Dia do Esteticista

### Cristianismo
- Confissão de Pedro
- Jaime Hilário
- Margarida da Hungria
- Susana, Arquelais e Tecla
- Tamara da Geórgia
- Volusiano de Tours

## Outros calendários
- No calendário romano era o 15.º dia (XV) antes das calendas de fevereiro.
- No calendário litúrgico tem a letra dominical D para o dia da semana.
- No calendário gregoriano a epacta do dia é xiii.